# Forbes Burnham

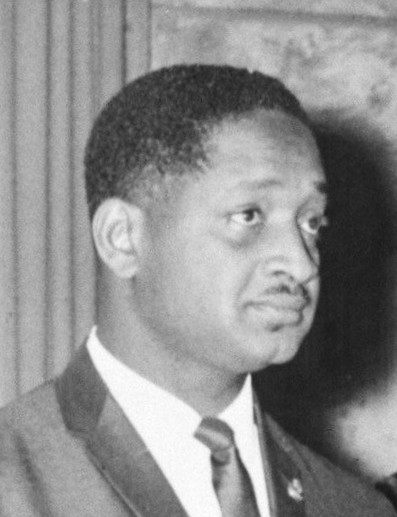
Forbes Burnham (1966)

Linden Forbes Sampson Burnham (* 20. Februar 1923 in Kitty, East Demerara; † 6. August 1985 in Georgetown) war zunächst Premierminister, dann Präsident von Guyana.

## Leben
1950 gründete er die linksgerichtete People’s Progressive Party zusammen mit Cheddi Jagan. Von 1955 an entstanden immer mehr Spannungen zwischen den beiden, worauf Burnham den moderateren People’s National Congress schuf. Jagans Partei gewann Wahlen zur Legislative, kam jedoch in Konflikt mit den britischen Behörden, die die Verfassung änderten, so dass Burnham eine Koalitionsregierung bilden konnte und 1964 Premierminister wurde. Burnham führte Guyana 1966 zur Unabhängigkeit von Großbritannien und in den Commonwealth. Zunächst verfolgte er eine eher moderate Politik, aber ab 1970 wurde seine Führung linksgerichteter. Er erklärte Guyana zur Kooperativen Republik und etablierte intensive Beziehungen zu Kuba, der Sowjetunion und anderen kommunistisch strukturierten Staaten.
Im Laufe der 70er Jahre wurde Burnhams Politik immer diktatorischer. Er ließ einen Volksentscheid durchführen, der seine Partei stärkte, dessen Ergebnisse aber von vielen als gefälscht angesehen wurden. 1980 wurde die Verfassung geändert, um die Position des Präsidenten zu stärken, und Burnham gab den Posten des Premierministers auf, um Präsident zu werden. Er gewann die ersten Präsidentschaftswahlen 1980, wieder mit wahrscheinlich gefälschtem Ergebnis. Burnham zog auch die internationale Aufmerksamkeit auf sich, als 1978 die Massenselbstmorde in Jonestown stattfanden, für die ihn einige Leute verantwortlich machen.
Burnham blieb bis zu seinem Tode während einer Operation der Präsident Guyanas. Er war außerdem Guyanas erster Außenminister von 1966 bis 1972. Seine Frau Viola engagierte sich ebenfalls in der Politik.
| Personendaten    | Personendaten                                  |
| ---------------- | ---------------------------------------------- |
| NAME             | Burnham, Forbes                                |
| ALTERNATIVNAMEN  | Burnham, Linden Forbes Sampson                 |
| KURZBESCHREIBUNG | guyanischer Politiker und Präsident von Guyana |
| GEBURTSDATUM     | 20. Februar 1923                               |
| GEBURTSORT       | Kitty, East Demerara                           |
| STERBEDATUM      | 6. August 1985                                 |
| STERBEORT        | Georgetown                                     |